# Shady Part of Me
『Shady Part of Me』（シェイディ パート オブ ミー）は、フランスのインディーゲームスタジオDouze Dixièmesが開発しFocus Home Interactiveより発売されたアクションパズルゲーム。
黒髪で顔が隠れた少女（声：ハンナ・マリー）が自分の影とともに水彩画風のシュールな世界を冒険する。少女は光を極度に恐れており、影と対話し協力し合いながら世界からの脱出を試みる。

## システム
少女は主に画面手前の3D空間を、少女の影は主に背景の2Dの壁を移動し、2人の操作は任意のタイミングで切り替えることができる（片方のみを操作する場面もある）。少女は光で照らされた場所に入れない。一方、少女の影は壁などに投影された地形を横スクロールアクションゲームの形式で進み、少女と違いジャンプができる。道中には様々な仕掛けがあり、片方のエリアで実行したことがもう片方のエリアに影響を与える。少女が何かの拍子に光を浴びたり少女の影がダメージ地形に触れたりなどするとミスになるが、この際には任意の箇所まで時間を戻すことができる。
収集要素として、各所に折り鶴のようなアイテムが配置されている。このアイテムを取得していくことにより、メニュー画面に表示される各種イラストが完成する。

## 開発
本作はDouze Dixièmesにとってのデビュー作で、開発には3年が費やされた。少女とその影をテーマとする方針は最初のプロトタイプの時点から一貫している。一方で、2人のプレイヤーにより個々のキャラクターを操作する協力プレイの案が当初に検討されていたが、物語の設定と矛盾するとして見送られた。
少女は統合失調症や恐怖症を患っているとも解釈できる表現がなされているが、開発チームは精神疾患のメッセージを込めたことを認める一方で実際の症状とは互換性がなく比喩的なものとしている。これは、心理学の専門性の高さから自分たちが何か間違ったことを言いたくないとの考えや、重い現実的なシナリオではなく夢のような軽いものにするという作品の方向性が反映されている。

## 受賞
- pegasus 2021 「Best First Video Game」[4]